# Enclisis ruficeps
Enclisis ruficeps är en stekelart som först beskrevs av Desvignes 1856.  Enclisis ruficeps ingår i släktet Enclisis och familjen brokparasitsteklar. Inga underarter finns listade i Catalogue of Life.